# Lagynochthonius thorntoni
Espèce
Lagynochthonius thorntoni est une espèce de pseudoscorpions de la famille des Chthoniidae.

## Distribution
Cette espèce est endémique de Java en Indonésie. Elle se rencontre sur Peucang dans le parc national d'Ujung Kulon.

## Description
La femelle holotype mesure 1,13 mm.

## Étymologie
Cette espèce est nommée en l'honneur d'Ian W. B. Thornton.

## Publication originale
- Harvey, 1988 : Pseudoscorpions from the Krakatau Islands and adjacent regions, Indonesia (Chelicerta: Pseudoscorpionida). Memoirs of the National Museum of Victoria, vol. 49, no 2, p. 309-353 (texte intégral).